# Cristiano Fumagalli
Cristiano Fumagalli (né le 28 juillet 1984 à Varèse) est un coureur cycliste italien. Il est actuellement directeur sportif de l'équipe Unieuro Trevigiani-Hemus 1896.

## Palmarès et classements mondiaux

### Palmarès
- 2003
  - Medaglia d'Oro Consorzio Marmisti della Valpantena
  - 2e du Gran Premio Inda
  - 3e du Giro del Canavese
- 2005
  - 2e de l'Astico-Brenta
- 2006
  - Coppa Cicogna
  - Coppa Città di San Daniele
  - 2e du Giro del Canavese
  - 2e du Tour d'Émilie amateurs
  - 3e du Gran Premio della Liberazione
- 2007
  - Memorial F.lli Gandolfi
  - Circuito Castelnovese
  - 3e du Trofeo Alcide Degasperi

### Classements mondiaux
| Année           | 2005   | 2006 | 2007 | 2008 | 2009 | 2010 |
| --------------- | ------ | ---- | ---- | ---- | ---- | ---- |
| UCI Europe Tour | 1 059e | 295e | 414e | 308e | 798e | 899e |